# 紀和町大河内
紀和町大河内（きわちょうおこち）は、三重県熊野市の町。布引の滝へ向かう途中に位置する集落に当たり、鉱山跡、大河内行宮跡、熊野古道本宮道など史跡が点在する。熊野市が公表する2019年（令和元年）12月1日現在の人口は8人であるが、2014年（平成26年）時点ですでに常住者がいないことが確認されている。

## 地理
熊野市の南西部に位置する紀和町の中央部に位置する。一族山の西にある小さな盆地の中にある。地区の中央部を地薬川（大河内川）が南に向かって流れ、南部を西に向かって流れる楊枝川と合流する。大河内の中心集落は北部にあり、南西部に地薬（ぢやく）、南東部に三浦（みうら）集落がある。中心集落には数軒の住宅がある。三浦集落のある三浦谷から上流方向に遡ると、荒滝や布引の滝などの景勝地がある。『紀伊続風土記』は布引の滝の所在地を大河内村とし、現代でも紀和町大河内とする資料がある一方、熊野市当局は紀和町小栗須としている。

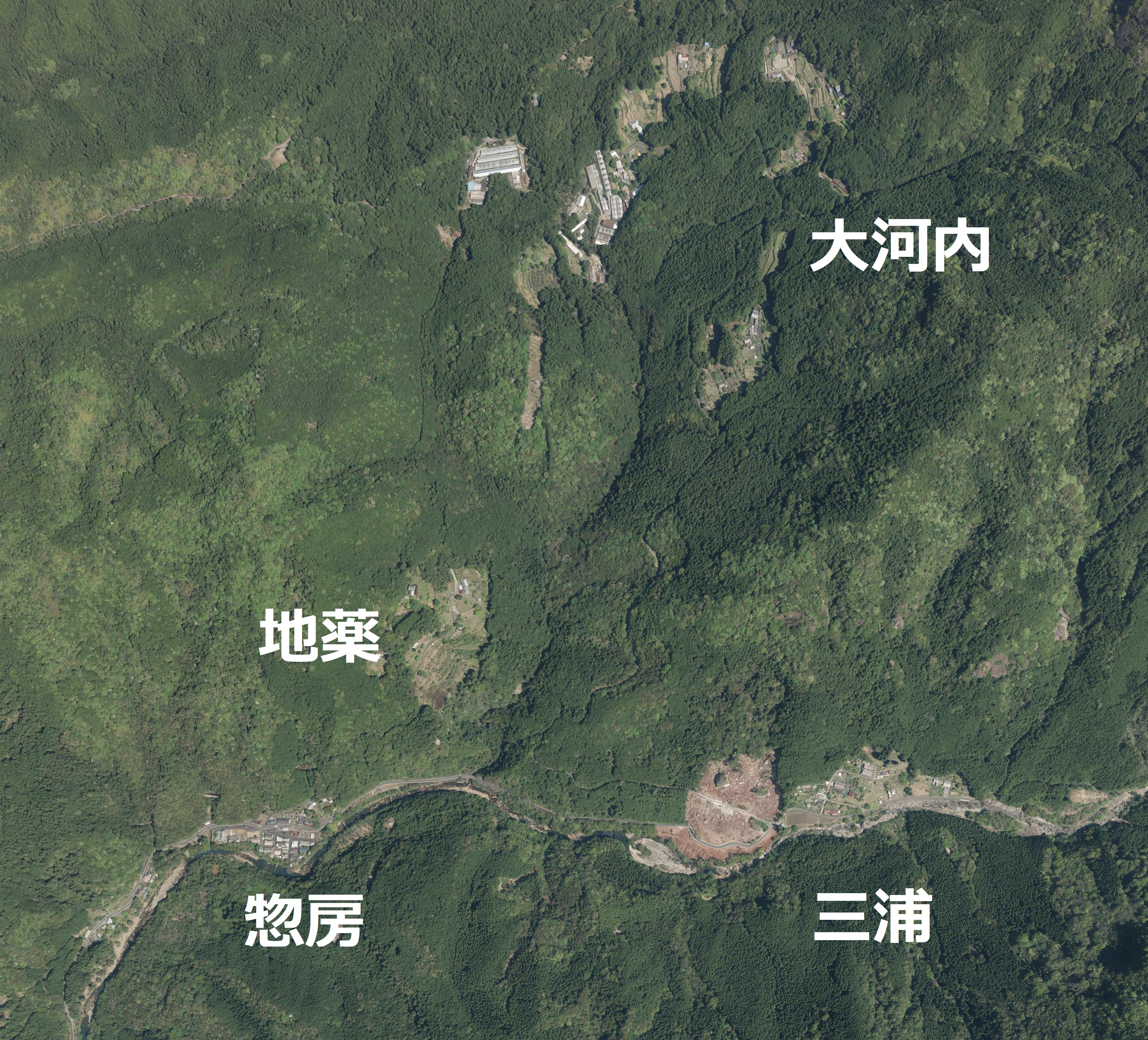
紀和町大河内周辺（2017年）
惣房は紀和町楊枝川の一部、そのほかは紀和町大河内に含まれる。
出典：『国土交通省「国土画像情報（カラー空中写真）」（配布元：国土地理院地図・空中写真閲覧サービス）』

北は紀和町湯ノ口、東は紀和町小栗須、南東は紀和町楊枝川（飛地）、南は紀和町和気・紀和町楊枝川、西は紀和町小船・紀和町花井と接する。

### 地質
紀和町は銅を産出した紀州鉱山の町として栄えた地域であり、大河内でも地薬集落を中心に多くの採掘跡の穴が残っている。ただし、大河内での銅の採掘は江戸時代初期までに終了した。地薬には地薬𨫤（ひ）という鉱脈が通っている。
大河内付近は新第三紀中新世に属する宮井層群が広がっており、宮井累層のうちの大河内累層と板屋累層に分類される。大河内累層は宮井層群の最上部を占める地層で、主に粒の荒い砂岩から成り、数枚の黒色頁岩の層が含まれる。板屋累層も砂岩を中心とした地層で、黒色頁岩・中粒砂岩の層や砂岩・頁岩の互層を特徴とし、下部には炭層を含む。主に大河内累層は東部、板屋累層は西部に分布し、鉱床は板屋累層の砂岩層の中にあった。

### 小字
『角川日本地名大辞典』による。
- 乾
- 蔭地
- 大栗須
- 大谷
- 大峯山
- 小口
- 下地
- 新田
- 須崎
- 地薬
- 寺ノ谷
- 寺前
- 戸屋倉
- 西向イ
- 西山
- 野畑
- 東山
- 朴ノ木
- 堀小
- 本峪
- 三浦
- 向イ山
- 和知谷

### 小・中学校の学区
市立小・中学校に通う場合、学区は以下の通りとなる。
| 番・番地等 | 小学校             | 中学校             |
| ---------- | ------------------ | ------------------ |
| 全域       | 熊野市立入鹿小学校 | 熊野市立入鹿中学校 |

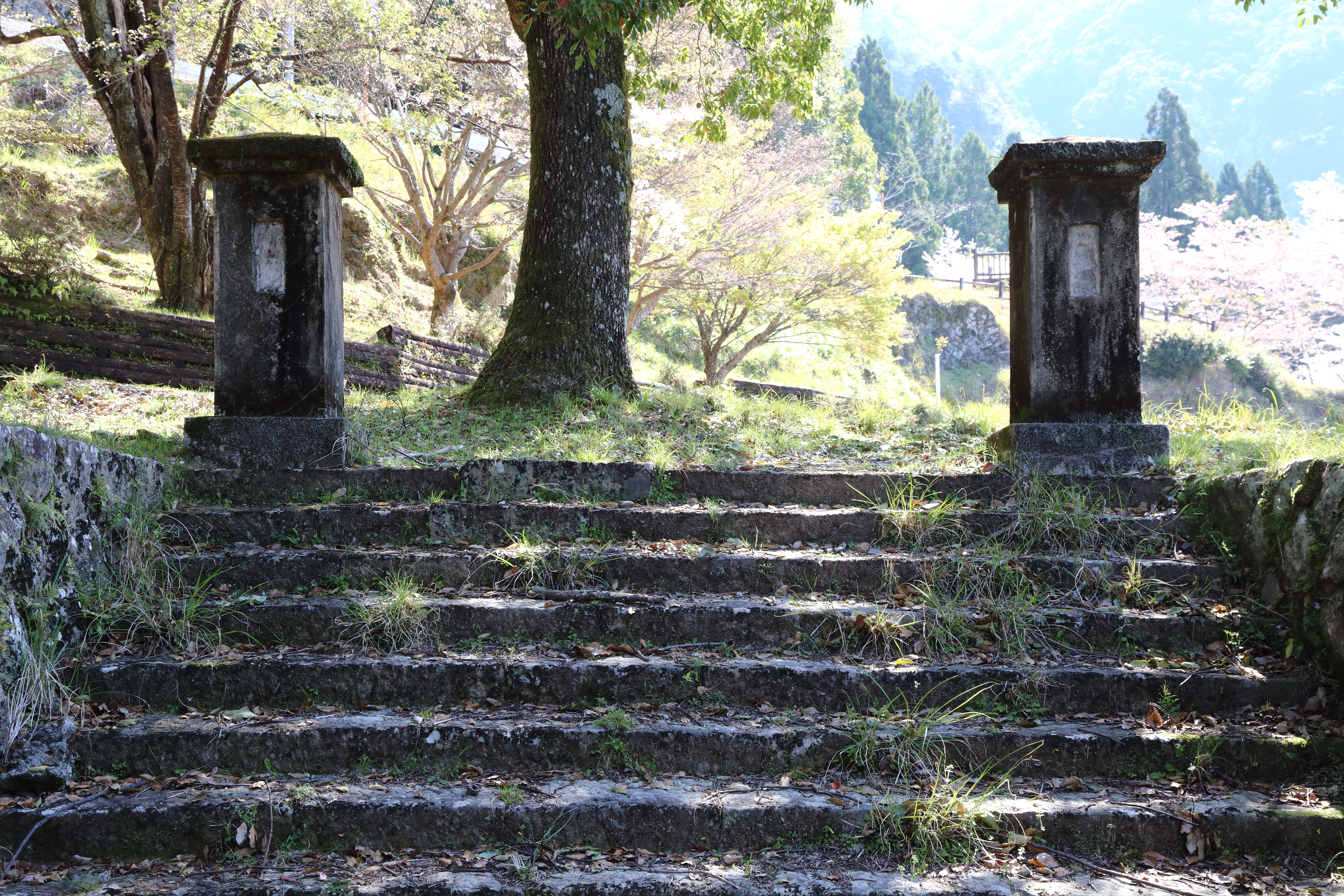
明倫小学校跡

大河内には1876年（明治9年）開校の大河内小学校が存在した。大河内小学校はその後、校名変更や移転を経て紀和町立明倫小学校となり、1970年（昭和45年）に入鹿小学校へ統合されて閉校した。明倫小学校の跡地は夕陽の丘公園となり、東屋や展望台などが整備されている。夕陽の丘公園（明倫小跡）は紀和町湯ノ口にあるが、所在地が紀和町大河内になっている資料がある。

## 歴史

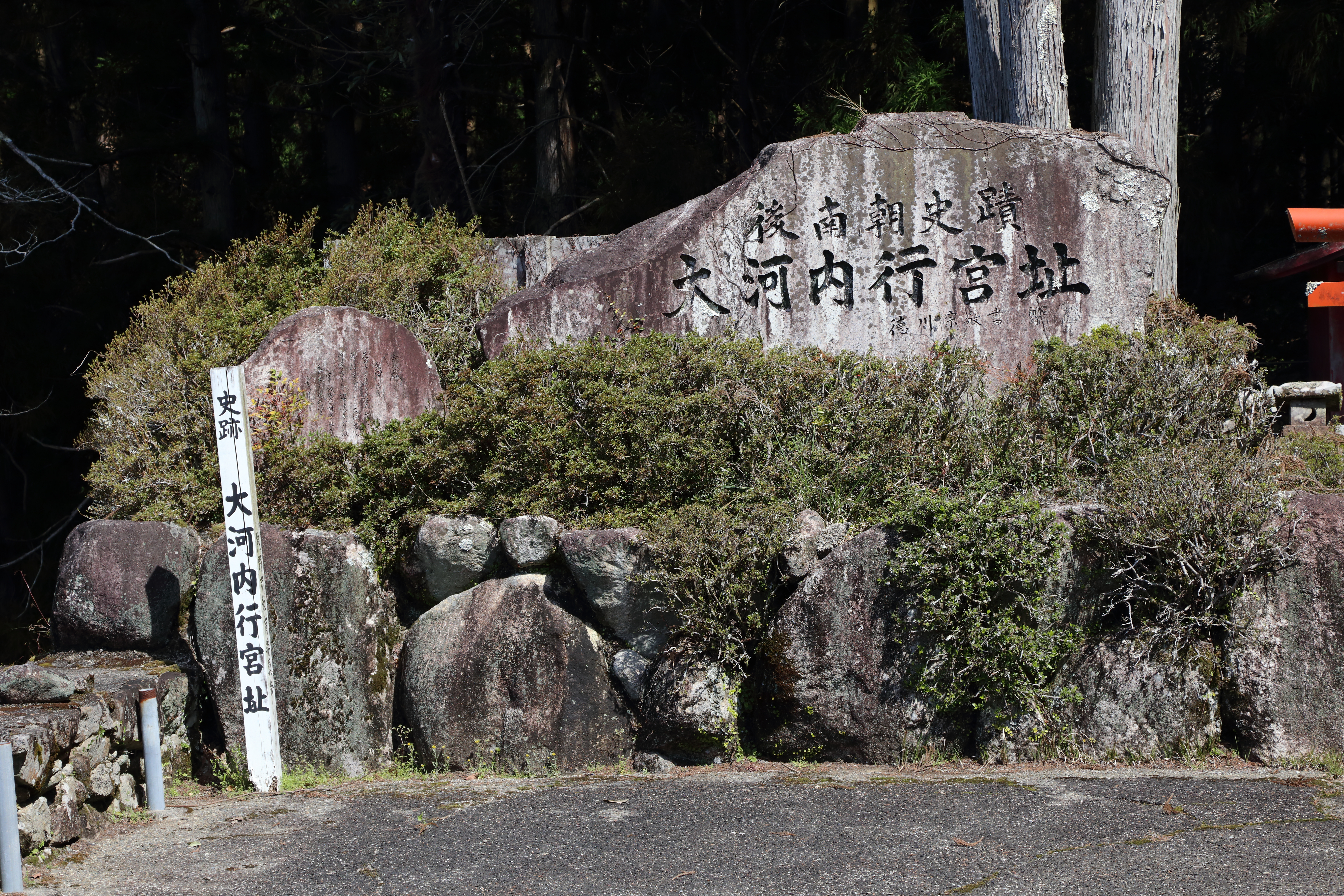
大河内行宮址

中世には入鹿氏の所領であったと見られている。享徳4年（1455年）には、尊秀王（自天王）・忠義王（河野宮）ら後南朝の勢力が仮の御所である大河内行宮をこの地に建てたとされる。大河内行宮の位置は諸説あるが、中世史学者の村田正志は当地を行宮に比定した。尊秀王・忠義王ともに赤松党に討たれ、南朝の復権は叶わなかった。
江戸時代には紀伊国牟婁郡入鹿組に属し、大河内村として紀州藩の配下にあった。慶長19年（1614年）の北山一揆では、大河内の村人も一揆に加担したとして処分を受けた。大河内集落の南に三井良（みいら、現・三浦）と十薬（じゅうやく、現・地薬）という枝郷を有しており、うち「十役」とも表記する十薬は7軒の集落であった。十薬は銅鉱山が集中していた地域で、江戸時代初期まで採掘されていた。村高は『慶長高目録』では53石余で、『天保郷帳』・『旧高旧領取調帳』では89石余に増加した。
1876年（明治9年）、大河内村・小川口村・湯ノ口村・楊枝川村・小船村と連合して大河内小学校を開校した。1889年（明治22年）に町村制が施行されると入鹿村の大字となり、1955年（昭和30年）には紀和町の大字へ引き継がれた。同年4月の町長選挙で当選し、初代町長になった榎本貞信は大河内の出身で、入鹿氏の子孫である。榎本は丸山千枚田を通る農免道路を整備し農作業の利便性を向上させたほか、退任後は大河内にSPF豚の養豚場を開いた。
1981年（昭和56年）8月、「後南朝史跡 大河内行宮址」の碑が建立された。碑の裏面には大河内行宮を当地に比定した村田正志による解説文が刻まれ、同年12月2日の除幕式では記念講演を行った。その時の講演内容は、村田正志著作集第一巻に「後南朝と熊野」の題で採録されている。
2014年（平成26年）4月には、選挙運動のために大河内を訪れた端無徹也が、集落に人影がないことを確認した。同年6月には端無らが主宰するイベントの参加者が紀和町小船・花井・大河内を訪ね、一行は大河内が無人であることを確認し、偶然帰省していた元住民と遭遇した。その1年後の2015年（平成27年）に行われた国勢調査では、人口が9人であるという結果が得られた。
2017年（平成27年）9月24日、レッドブルが開催するボルダリング大会「レッドブル・アシュラ・エキシビション・セッション」（Red Bull Asura Exhibition Session）が初めて開催された。会場はこの大会のために紀南クライマーズ協会などが新たに設定した熊野ボルダリングエリアの「アシュラエリア」で、大河内に整備された。大会には野中生萌らが出場した。

### 沿革
- 1889年（明治22年）4月1日 - 町村制施行により、南牟婁郡入鹿村大字大河内となる。
- 1955年（昭和30年）3月1日 - 昭和の大合併により、南牟婁郡紀和町大字花井大河内となる。
- 2005年（平成17年）11月1日 - 平成の大合併により、熊野市紀和町大河内となる。

### 地名の由来
地形にちなんだ地名と考えられ、「川の奥の村」を意味する。（一般名詞の「河内」は、「川の流域に開けた平地」を意味する。）

### 人口の変遷
総数 [世帯数： 、人口： ]
| 1889年（明治22年） | 45世帯 284人 |
| 1985年（昭和60年） | 29世帯 67人  |
| 2000年（平成12年） | 15世帯 21人  |
| 2010年（平成22年） | 12世帯 16人  |
| 2015年（平成27年） | 7世帯 9人    |
| 2019年（令和元年） | 7世帯 8人    |

## 生活

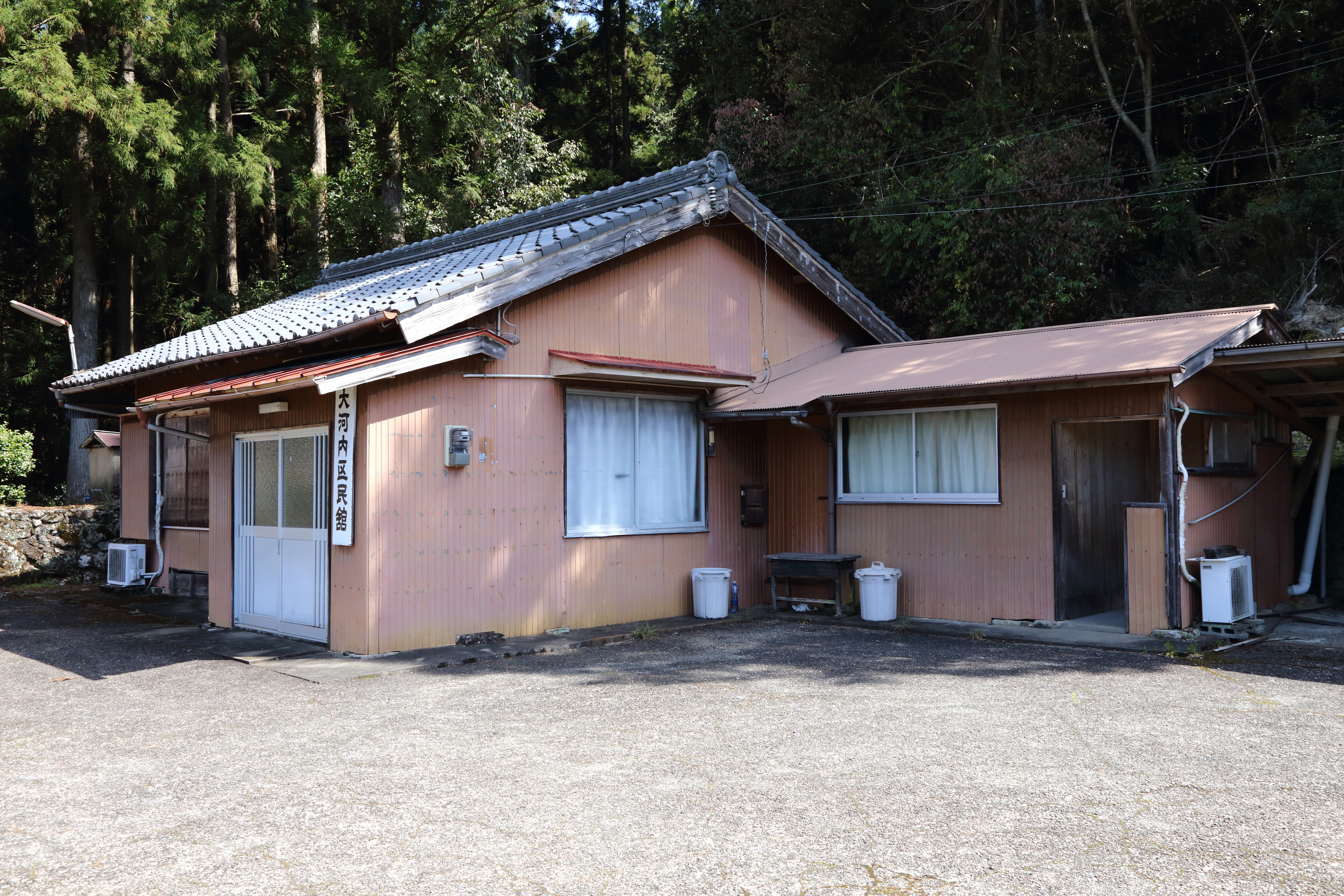
大河内区民館

上水道は大河内小規模水道により供給されている。大河内小規模水道は大河内のみを給水区域とする水道で、給水人口は11人である。大河内には、ほかに西部簡易水道三浦浄水場があり、紀和町板屋や紀和町楊枝川などに供給される。消防水利は消火栓が2か所、防火水槽が1か所あり、最寄りの熊野市消防本部紀和分署から出動するとおよそ12分かかる。携帯電話は2014年（平成26年）12月時点で大河内の和歌山県道・三重県道780号熊野川紀和線沿線が不感地帯となっており、つながらないことが確認されている。
大河内は人口が希薄であるため、行政サービスは隣接する紀和町楊枝川と共通化されているものがある。例えば選挙の投票区は楊枝川と共通であり、大河内の住民を対象とするがん検診は楊枝川の一部である惣房（そうぼう）の旧惣房保育所で実施され、民生委員・児童委員は楊枝川の担当者が大河内も受け持つ。
旧紀和町保健センターでは、大河内区民館で「いきいき教室」という行事を毎月2回実施していた。

### 農業
主な産業は農林業であるが、集落自体の過疎化が著しく、田は耕作放棄されている。2015年（平成27年）の農林業センサスによると農業経営体が1経営体あり、田と畑が1 haずつある。2014年（平成26年）の経済センサスでも、紀和町大河内の事業所は農業の1事業所のみで、従業者数は17人である。
紀和町大河内唯一の事業所は、養豚業を営む有限会社南紀畜産である。同社は東京都東久留米市に本社を置く神明畜産株式会社のグループ企業であり、資本金は1千万円である。その前身は、「紀和SPF畜産センター」であり、初代紀和町長を務めた榎本貞信らが結成した農業法人紀和町牛豚飼育組合が運営していた。SPFとはSpecific Pathogen Free（特定の病原体が無い）という意味で、三重県では当時豚の慢性疾病で年間6億円（畜産粗生産額の2.7%相当）の経済損失が発生していたことから、SPF豚の実用化が求められていた。紀和町は肉用牛の産地であり、養豚農家が少なかったことから、SPF豚が汚染されるリスクが低く、SPF豚の飼育に適していた。飼育頭数は約5,000頭で、三重県最大級の養豚場であった。

### 交通
大河内は自動車でないと到達の難しい山間部に位置する。紀和町の中心部である紀和町板屋から5 kmほど離れており、自動車で12分程度かかる。

#### 公共交通
公共交通としては熊野市による「山間部（紀和町）乗合タクシー」があり、予約制で市が指定した目的地と自宅の往復、または目的地間の移動に利用できる。乗合タクシーの運行開始に伴い、それまで運行されていた福祉バスは2014年（平成26年）9月30日で廃止された。福祉バスは旧紀和町から引き継いだもので、大河内には楊枝川線が平日2往復（水曜日と金曜日は3往復）乗り入れていた。

#### 道路
- 三重県道780号熊野川紀和線[43]
- 熊野古道伊勢路本宮道 - 紀和町湯ノ口から紀和町大河内までの400 mの区間が世界文化遺産「紀伊山地の霊場と参詣道」に登録、日本国史跡「熊野参詣道」に指定されている[9]。紀和町内の本宮道は断続的に5区間残っており、いずれも世界遺産である[9]。
- 林道大河内線 - 沿道に養豚場（南紀畜産）がある[23]。本宮道のつながっていない区間はこの林道を歩くことになる[23]。

## 施設
- 大河内区民館（風水害時避難場所）[60]
- 西部簡易水道三浦浄水場[41]
- 有限会社南紀畜産[51]
- 熊野ボルダリングエリア「アシュラエリア」[34][35]

### 史跡

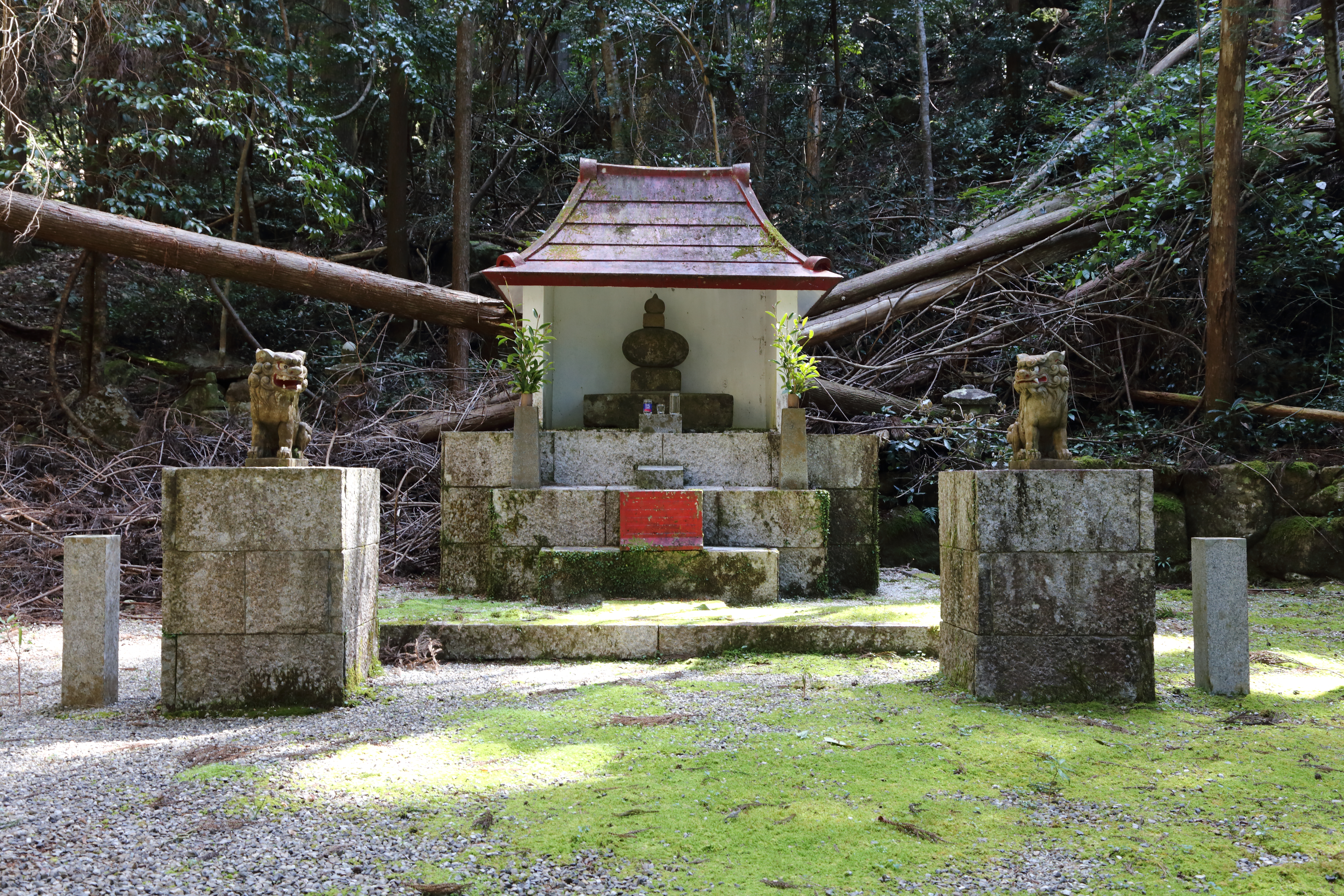
大河内神社

- 大河内神社 - 江戸時代には小さな祠が2つある状態であった[28]。1908年（明治41年）に紀和町小栗須の入鹿神社（入鹿八幡宮）に合祀された[7]ものの、神社は大河内行宮の近くに残っている[8]。
- 自在山大徳寺 - 曹洞宗の仏教寺院で、紀和町小栗須にある慈雲寺の末寺[7]。慈雲寺の2世・法室国伝が天和2年（1682年）に創建し、1911年（明治44年）に廃寺となった[8]。跡地には大河内行宮址の碑が建てられた[8]。隣接して大河内稲荷がある[8]。
- 大河内行宮址[8]
- 熊野古道伊勢路本宮道[9]